# Урусевський Сергій Павлович
Урусевський Сергій Павлович (23 грудня 1908, Санкт-Петербург — 12 листопада 1974, Москва) — радянський і російський кінооператор, художник, сценарист, кінорежисер. Заслужений діяч мистецтв Росії (1951). Лауреат Сталінської премії I ступеня (1948, 1952).

## Біографія
Закінчив Ленінградський художньо-промисловий технікум (1929) та Інститут зображальних мистецтв (1935, майстерня В.Фаворського).
Дебютував в Україні фільмом «Як посварились Іван Іванович з Іваном Никифоровичем» (1941).
У роки війни був оператором фронтовий групи Північного флоту, зокрема, брав участь у зйомках стрічки «Битва за нашу Радянську Україну» (1943).
На початку 50-х повернувся до живопису, не залишаючи операторську роботу. Зняв двадцять фільмів.
Працював з видатними радянськими режисерами, знімав фільми М. С. Донського («Сільська вчителька» (1947), «Алітет іде в гори» (1949), В. I. Пудовкіна («Повернення Василя Бортникова» (1953), Ю. Я. Райзмана («Кавалер Золотої Зірки» (1950), «Урок життя», 1955), Г. Н. Чухрая («Сорок перший», 1956), М. К. Калатозова («Летять журавлі» (1957; Для зйомок сцени загибелі Бориса С. Урусевський придумав і вперше сконструював кругові операторські рейки. Фільм отримав «Золоту пальмову гілку» на Канському фестивалі.), «Ненадісланий лист» (1959, фільм брав участь в програмі Каннського кінофестивалю 1960 р.), «Я — Куба», 1964) та ін.
Як режисер, зняв дві кінокартини: «Біг інохідця» (1968, також оператор; фільм по першій частині повісті Чингіза Айтматова «Прощавай, Гульсари!») i «Співай пісню, поете...» (1971; також головн. оператор і співавтор сцен. з Г. Шпаликовим), присвячений життю і творчості російського поета Сергія Єсеніна.
Розробляв прийоми живописного трактування зображення, використовував зйомки ручною камерою, досягаючи ефекту співучасті глядача в тому, що відбувається на екрані (так звана суб'єктивна камера).
Персональні виставки живопису і графіки Урусевського з успіхом проходили в Москві (1976, 1984), Гавані (1976), Ленінграді (1977), Празі (1978), Софії (1979), Бухаресті (1979).
Похований у Москві на Введенському кладовищі.

## Фестивалі та премії[3]
- 1948: Сталінська премія I ступеня («Сільська вчителька», 1947)
- 1952: Сталінська премія I ступеня («Кавалер Золотої Зірки», 1950)
- 1956: КФ молодих кінематографістів к/с «Мосфільм» — найкраща операторська робота («Сорок перший», 1956)
- 1958: МКФ в Мехіко — Диплом міжнародного огляду («Летять журавлі», 1957)
- 1958: МКФ в Каннах — Приз вищої технічної комісії Франції «За віртуозне володіння камерою» («Летять журавлі», 1957)